# Абулхайр-хан (Узбекское ханство)
Абулхайр-хан, Абулхайр, Абу-л-Хайр-хан (1413/14—1468) — хан Узбекского ханства с 1428 по 1468 годы, из династии Шибанидов — относящихся к джучидской ветви чингизидов, потомок пятого сына Джучи Шибана, сын Даулат-Шайх-оглана.
Не путать с Абулхаир-ханом (Казахское ханство), который жил почти на 300 лет позже.
Абулхайр-хан сын Даулет-Шейха, второго сын Ибрахима, старшего сына Пулада (Фулада), шестого сына Бадакула, старшего сына Джучи-Буки, второго сына Бахадура, второго сына Шибана, пятого сына Джучи.
Согласно Кухистани, будущий хан родился в 816 г.х. (03.04.1413–22.03.1414), который соответствует году дракона, то есть 29 году XIV цикла китайского календаря, начало которого приходится на 1384, а сам год на 1413 год, и по мнению Д. Н. Маслюженко именно к нему надо относить дату рождения хана. Отец Абу-л-Хайра, Даулат-Шайх-оглан, по мнению Б. А. Ахмедова и А. Г. Нестерова, был одним из лидеров Шибанидов и правил с конца XIV века до 1426 года.